# Abdellah Khafifi
Abdelilah Khafifi (en arabe : عبد الله خفيفي), né le 19 février 1993 à Oujda (Maroc) est un footballeur international marocain évoluant au sein du Raja Club Athletic. Il joue au poste de défenseur central.
Il commence sa carrière footballistique en rejoignant le centre de formation du Mouloudia d'Oujda. En 2015, il effectue son début professionnel avec les séniors et s'impose rapidement jusqu'à en devenir le capitaine. En 2022, il rejoint Umm Salal SC pour une saison. En 2023, il signe au Raja Club Athletic avec qui il remporte en 2024 le doublé coupe-championnat en restant invaincu, fait inédit dans l'histoire du football marocain.

## Biographie
Abdellah Khafifi naît à Oujda et intègre tôt le centre de formation de sa ville natale. En 2015, il fait ses débuts professionnels en faveur du Mouloudia d'Oujda.
Lors de la saison 2017/2018, il est promu en Botola Pro avec son club formateur.
Lors de la saison 2018-2019, il inscrit trois buts en première division marocaine.
En octobre 2020, il reçoit sa première sélection avec l'équipe du Maroc de football A' face à l'équipe du Mali en match amical (victoire, 2-0).
Le 21 juin 2023, avant même l’ouverture du marché des transferts, il rejoint le Raja Club Athletic en paraphant un contrat de deux ans après une saison passée avec Umm Salal SC.
La saison 2023-2024 voit le Raja réaliser un exploit historique en remportant le doublé coupe-championnat sans aucune défaite. Les Verts ont pourchassé l'AS FAR depuis le début de la saison jusqu'à la 29e journée quand Adam Ennafati marque le coup franc décisif à la dernière minute contre le Wydad et les propulse à la tête du classement. Le 14 juin 2024, le club s'assure le titre en s'imposant face au Mouloudia d'Oujda (0-3) et bat également le record des points avec 72 unités. Le 1er juillet, le Raja enchaîne avec une quatorzième victoire de suite en battant l'AS FAR encore une fois en finale de la Coupe du trône pour s'assurer le troisième doublé de son histoire.    

## Palmarès

### En club
Raja CA
- Botola Pro (1) :
  - Champion : 2023-24
- Coupe du Trône (1) :
  - Vainqueur : 2024
  - Finaliste : 2023

 MC Oujda
- Championnat du Maroc D2 (1) :
  - Champion : 2017-18.

### En sélection
Maroc A'
- Championnat d'Afrique des nations (CHAN)
  - Vainqueur : 2021